# Циевна
Циевна (на албански: Cem Selcit; на черногорски: Цијевна) е река в Албания и Черна гора. Ляв приток на Морача.
Дължината ѝ е 62 км, а водосборния басейн – 368 км². Извира от планината Троян в Проклетия.
По поречието ѝ в албанската част се е образувал интерес каньон, през който преминава най-прекия път от Косово и Метохия за Шкодра и Подгорица – през Чакор, Плав и Гусине.